# ابیبارا
ابیبارا (به لاتین: Abeïbara) یک سکونتگاه مسکونی در مالی با جمعیت ۴٬۵۸۵ نفر است که در استان کیدال واقع شده‌است.